# دروتی ویلدینگ
دروتی ویلدینگ (انگلیسی: Dorothy Wilding؛ ۱۰ ژانویه ۱۸۹۳ – ۹ فوریه ۱۹۷۶) عکاس اهل بریتانیا بود. وی بین سال‌های ۱۹۱۴ تا ۱۹۵۷ میلادی فعالیت می‌کرد و به دلیل پرتره‌هایش از خانواده سلطنتی بریتانیا شناخته شده‌است. ویلدینگ اهل گلاستر بود و استودیوهای عکاسی در لندن و نیویورک تأسیس کرد.